# Kościół Najświętszej Maryi Panny Różańcowej w Pabianicach
Kościół Najświętszej Marii Panny Różańcowej w Pabianicach – rzymskokatolicka świątynia wzniesiona w pabianickiej dzielnicy Nowe Miasto. Należy do parafii Najświętszej Marii Panny Różańcowej w Pabianicach Posługę duszpasterską pełnią księża ze Zgromadzenia Misjonarzy św. Wincentego a Paulo. 

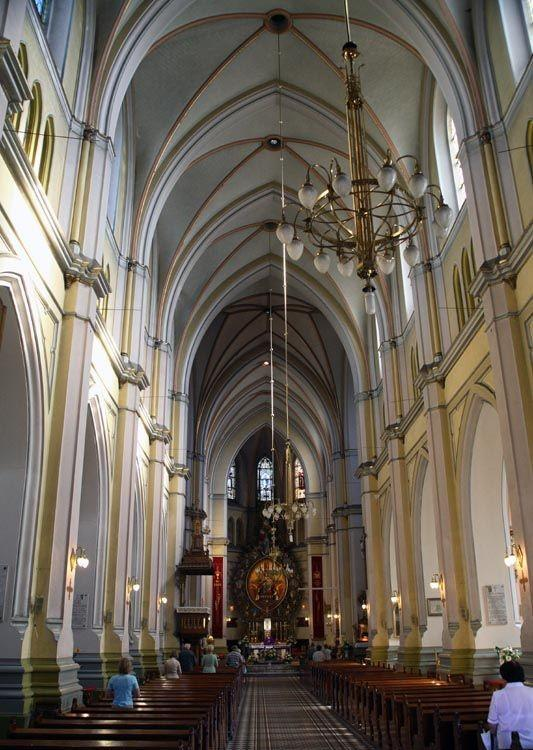
Wnętrze kościoła

## Architektura
Budynek z cegły, w stylu neogotyckim, zbudowany został na planie krzyża łacińskiego. Zarówno wysokość, jak i długość kościoła, wynoszą tyle samo - 49,8 m. Obie wieże mają po 67 m wysokości, dzięki czemu jest to (nie licząc kominów fabrycznych) najwyższy obiekt w Pabianicach. Prezbiterium skierowane jest na północ. Autor planu budowy kościoła, inż. Tadeusz Markiewicz, wzorował się na kościele NMP w Łodzi. Wykonawcą prac była firma „Józef Hans”.

## Wnętrze

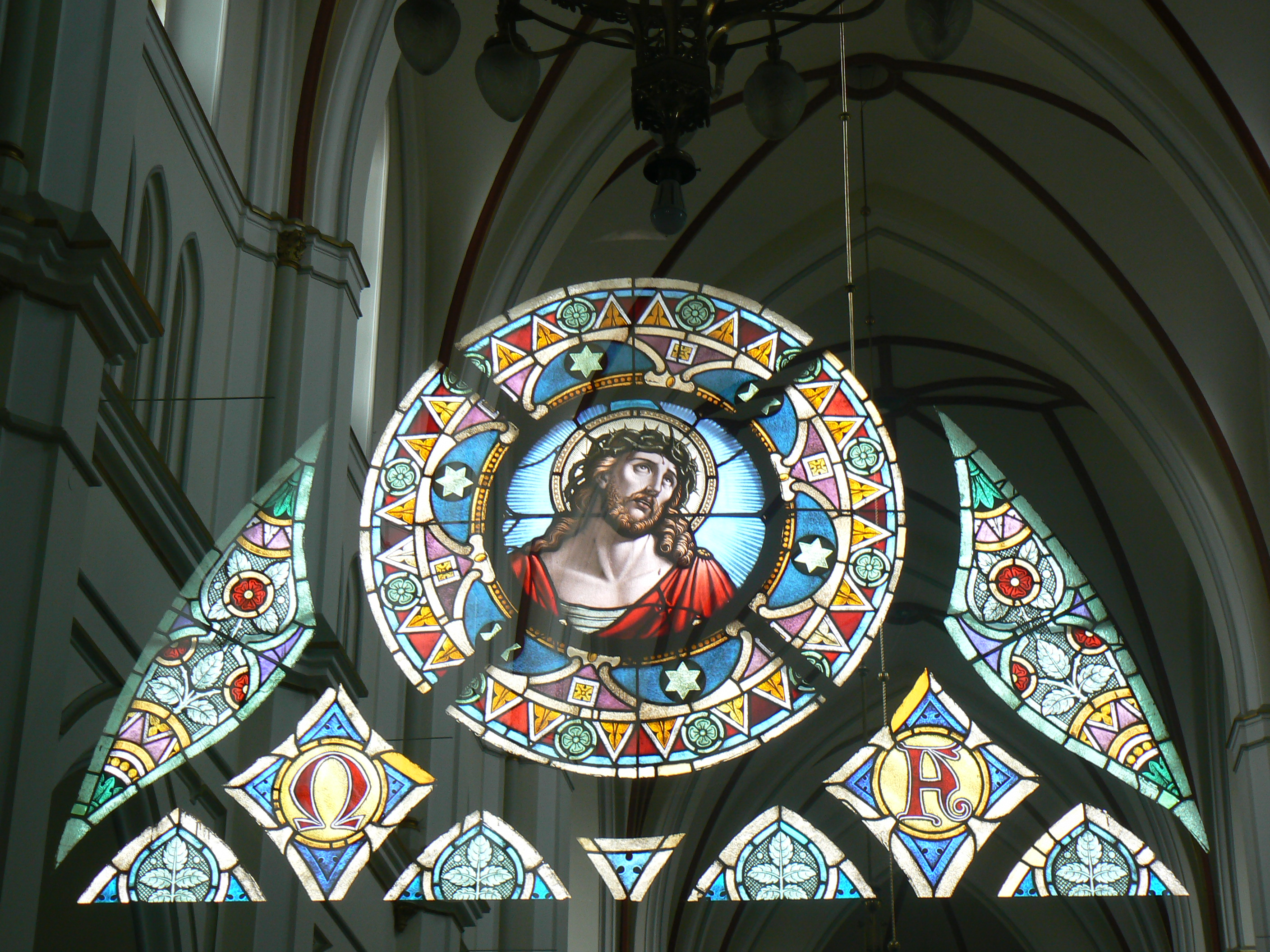
Odbicie witraża znajdującego się nad głównym wejście na drzwiach wejściowych do nawy głównej kościoła (zdjęcie zrobione z kruchty).

Jest również utrzymane całkowicie w stylu neogotyckim. 
Prezbiterium

Ołtarz główny autorstwa rzeźbiarza Wincentego Bogaczyka poświęcony jest Matce Bożej Różańcowej i tajemnicom różańca. W prezbiterium znajdują się stalle wykonane w poznańskiej stolarni św. Wojciecha. Za ołtarzem umieszczono figury ewangelistów, w prezbiterium - apostołów, a w nawie głównej świętych polskich oraz świętych ze zgromadzeń Księży Misjonarzy i Sióstr Miłosierdzia. Przy wejściu do prezbiterium znajdują się dwa ołtarze ufundowane przez młodzież szkolną, poświęcone św. Stanisławowi Kostce i św. Teresie.

Nawy boczne

Boczny ołtarz w lewej nawie, dedykowany Najświętszemu Sercu Pana Jezusa ufundowali niemieckojęzyczni rzemieślnicy pabianiccy. W prawej nawie znajduje się ołtarz św. Józefa z figurami patronów rzemieślników. Wzdłuż ścian rozmieszczono 14 płaskorzeźb przedstawiających kolejne stacje drogi krzyżowej  oraz 6 konfesjonałów i ambonę - wszystko konsekwentnie w stylu neogotyckim. Kolorowe witraże wykonała firma Schlein z Saksonii.

Organy

Ich budowę rozpoczęła w 1937 roku firma "St. Krukowski i syn" z Piotrkowa Trybunalskiego. Prace przerwała wojna. Wznowiono je po jej zakończeniu. Powstały jednomanuałowe organy (bez pedału). Dopiero w latach 70. XX wieku firma Szczerbaniak przeprowadziła "rekonstrukcję fonii i wykonanie nowych głosów". Aktualnie jest to instrument trójmanuałowy, o trakturze i rejestraturze pneumatycznej. Od tamtego czasu nie wprowadzano już do instrumentu żadnych zmian.

## Rys historyczny kościoła
- 1897 r. – przeznaczenie gruntu przy ul. Zamkowej pod budowę nowego kościoła;
- 1898 r. – zawiązanie Komitetu Budowy Kościoła
- wrzesień 1898 r. – początek prac budowlanych;
- 24 maja 1900 r. – poświęcenie fundamentów i wmurowanie kamienia węgielnego (ks. prałat Edward Szulc, ówczesny proboszcz parafii św. Mateusza);
- 20 grudnia 1900 r. – po raz pierwszy odprawiona msza św. - pomimo nadal trwających prac budowlanych;
- 20 grudnia 1903 r. – poświęcenie powstającej świątyni przez ks. Jana Śliwińskiego, prałata kapituły włocławskiej);
- 1904 r. – wzniesienie wież;
- 1 stycznia 1906 r. – erygowanie parafii Najświętszej Marii Panny Różańcowej;
- 1910 r. – instalacja trzech dzwonów na wieżach (zrabowanych później przez Niemców w 1916 r.)
- 1911 r. – powstanie ołtarza głównego (ufundowanego przez Bractwo Różańcowe);
- 1919 r. – objęcie posługi w kościele przez księży ze Zgromadzenia Misjonarzy św. Wincentego a Paulo
- 1920 r. – odsłonięcie stacji Drogi Krzyżowej (fundacja rodziny Renszów);
- 1922 r. – konsekracja świątyni przez biskupa włocławskiego Stanisława Zdzitowieckiego;
- 1925 r. – instalacja nowych dzwonów produkcji szwajcarskiej (zrabowanych później przez Niemców w 1942 r.);
- 1927 r. – elektryfikacja kościoła;
- 1928 r. – budowa ołtarzy bocznych, stalli, ambony i ławek;
- 1934 r. – montaż organów piszczałkowych firmy "Krukowski" z Piotrkowa Trybunalskiego;
- 1937 r. – ukończenie prac przy wznoszeniu budynku plebanii;
- 1945-1948 r. – remont kościoła po zniszczeniach wojennych;
- 1959 r. – instalacja ogrzewania kościoła;
- 1966 r. – instalacja na wieży wschodniej trzech nowych dzwonów: "Maryja", "św. Józef" i "św. Wincenty a Paulo";
- 1975 r. – wykonanie nowej polichromii kościoła;
- 1978 r. – montaż nowych drzwi dębowych, pokrytych blachą miedzianą;
- 1982 r. – przebudowa prezbiterium i umieszczenie marmurowego ołtarza posoborowego wraz z ambonką;
- 2001–2003 r. – pokrycie dachu kościoła i wież blachą miedzianą;